# Аплохейлус
Аплохейлус (Aplocheilus) — азійський рід яйцекладних коропозубоподібних з родини аплохейлових (Aplocheilidae). Народна назва: «азійські щучки».
Джон Макклелланд спочатку 1838 року визначив лише сам таксон Aplocheilus, а наступного 1839 року додав до нього види. Це стало причиною того, що в літературі часто зустрічається назва роду з невірно зазначеною датою опису — Aplocheilus  McClelland, 1839.
Назва Aplocheilus походить від грецьких слів απλος («простий») і χειλος («губа»).
За будовою тіла та способом життя аплохейлуси схожі з представниками африканського роду Epiplatys.

## Склад
Рід Аплохейлус включає такі види:
- Aplocheilus andamanicus  (Köhler, 1906) — андаманський аплохейлус; максимальна стандартна (без хвостового плавця) довжина 7,5 см; Андаманські острови (Індія);
- Aplocheilus armatus  (van Hasselt, 1823) — максимальний розмір 6,5 см; М'янма, Малайзія, Сінгапур, Індонезія, Таїланд, Камбоджа, В'єтнам;
- Aplocheilus blockii  Arnold, 1911 — аплохейлус Блока або зелений панхакс; максимальний розмір 6,0 см загальної довжини; західне та східне узбережжя Індії;
- Aplocheilus dayi  Steindachner, 1892 — аплохейлус Дея; максимальна загальна довжина — 10 см; Шрі-Ланка;
- Aplocheilus kirchmayeri  Berkenkamp & Etzel, 1986 — аплохейлус Кірхмаєра; максимальний розмір 5,0 см загальної довжини;
- Aplocheilus lineatus  (Valenciennes, 1846) — лінеатус; максимальний розмір 10 см; західна та південно-східна Індія;
- Aplocheilus panchax  (Hamilton, 1822) — панхакс; максимальний розмір 9,0 см загальної довжини; Індія, Пакистан, Непал, Бангладеш, М'янма;
- Aplocheilus parvus  (Sundara Raj, 1916) — карликовий панхакс; максимальний розмір 6,3 см загальної довжини; південна Індія (Тамілнад), Шрі-Ланка;
- Aplocheilus werneri  Meinken, 1966 — аплохейлус Вернера; максимальний розмір 9,0 см загальної довжини; Шрі-Ланка.

Види Aplocheilus andamanicus та Aplocheilus armatus довгий час розглядалися як локальні популяції Aplocheilus panchax відповідно з Андаманських островів та з Південно-Східної Азії. Проте генетичні дослідження показали, що вони є окремими видами. При цьому виявилось, що A. andamanicus утворює окрему кладу, дочірню до клади, що складається з A. panchax та A. armatus.

## Поширення
Представники роду Aplocheilus — це єдині аплохейловидні, що мешкають в Азії. Більшість видів обмежується територією Індії та Шрі-Ланки, й лише один вид поширився далі на схід, до Таїланду та острова Ява.

## Опис
Аплохейлуси — це дрібні риби зі щукоподібною будовою. Тіло витягнуте в довжину, сплощене згори, майже кругле в перетині в передній частині й сильно стиснуте з боків у задній. Черево округле. Хвостове стебло вище й коротше, ніж в африканських родів Aphyosemion, Callopanchax або Nothobranchius. 27 хребців. Луски циклоїдні, помірного розміру, 25-31 в бічному ряді. Бічна лінія відсутня.

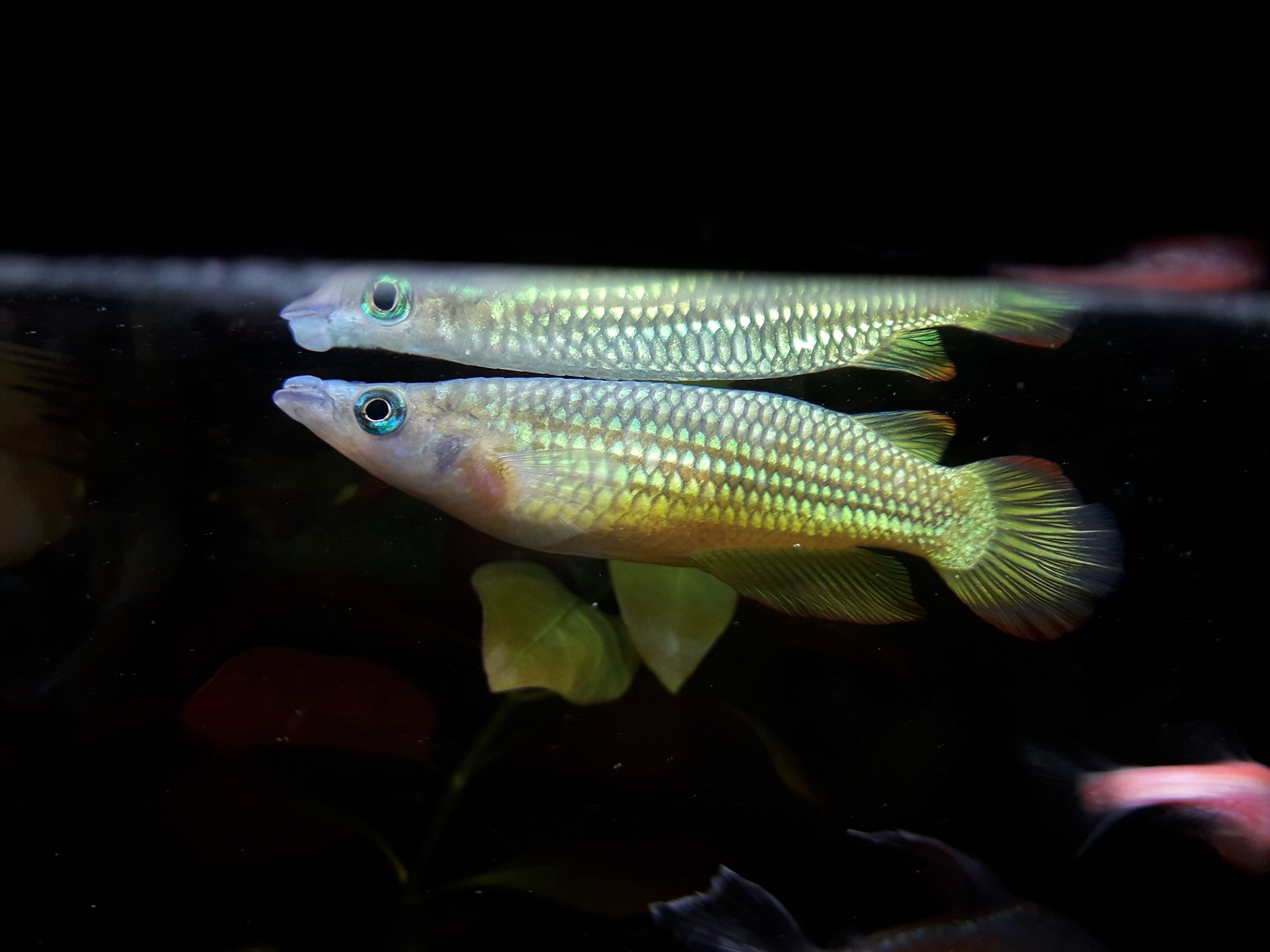
Самець Aplocheilus lineatus

Верхня поверхня голови широка й плоска. Морда довга й загострена, рот кінцевий, широкий, спрямований вгору. Губи тонкі. На щелепах один ряд дрібних ворсинчастих зубів. Верхня щелепа висовується. 12 зябрових тичинок на передньому плечі першої зябрової дуги, 6 зябрових променів. Кишечник і шлунок разом утворюють невелику трубку, ледь довшу за тіло.
Короткий спинний плавець розташований у задній третині тіла, сидить навпроти задньої частини довгого анального плавця. У спинному плавці 2 твердих і 6 м'яких променів, в анальному 12-13 м'яких променів. Хвостовий плавець округлий, має 14 основних променів і по 5 додаткових зверху й знизу. Його центральна частина часто буває подовжена у вигляді тупого короткого виступу; коли риби стоять, він постійно рухається. Черевні плавці дуже маленькі, мають по 6 променів. В грудних плавцях по 14 променів.
Самці більші за самок, часто зі збільшеними плавцями.
Забарвлення риб у багатьох випадках складається з кількох темних поперечних смуг на тілі. Є смужки на горлі. Плавці прозорі. Самки всіх видів мають характерну круглу чорну цятку в передній частині основи спинного плавця. Край хвостового плавця часто буває затемненим. На потилиці присутня блискуча цятка.

## Спосіб життя
Водяться аплохейлуси в прісних, іноді солонуватих водоймах. Зустрічаються в ставках та озерах серед вологого тропічного лісу, а також на рисових полях та болотах.
Це виразно поверхневі риби. Переважно стоять нерухомо під поверхнею води, частіше в схованці серед плавучих рослин, і чатують на свою здобич. Харчуються головним чином комахами, але можуть хапати й дрібних рибок. Підбирають комах, що падають на поверхню води, а комах, що пролітають над водою, ловлять у стрибку. Існує думка, що блискуча цятка на потилиці аплохейлусів приваблює комах.
Яйцекладні, запліднення зовнішнє. Нерестяться біля поверхні води на рослини. Декілька днів поспіль самка відкладає лише по 10-20 великих круглих ікринок. Сезонних видів серед аплохейлусів немає, ікра розвивається безперервно, мальки вилуплюються за 10-14 днів. Вони швидко ростуть, особливо у великих видів.

## Утримання в акваріумі
Серед аплохейлусів є цілий ряд цікавих і популярних акваріумних риб, наприклад, панхакс — A. panchax і лінеатус — A. lineatus. Більшість видів добре приживається в неволі. Вони вміють пристосовуватись до нового середовища, й тому не висувають особливих вимог до якості води. Аплохейлусів тримають у воді середньої твердості зі слабко лужною реакцією. Загальна твердість для більшості видів може досягати й 20 °dGH, але карбонатна не повинна перевищувати 7 °dKH, інакше сильно зростає смертність серед ембріонів під час їхнього розвитку всередині ікринки.
Всі види надають перевагу добре освітленим акваріумам з густою рослинністю, серед якої можуть знайти собі схованку. Люблять сонце та тепло.
Ці риби добре стрибають і здатні протиснутись в найменшу шпаринку, тому акваріум тісно накривають склом.
Аплохейлуси потребують міцного живого корму, але з апетитом хапають і сухий, якщо його частинки будуть достатньо великими.
Розведення порівняно легке. Мальків вигодовують наупліусами циклопів та артемій. Співвідношення самців та самок у потомстві зазвичай буває нормальним (1:1).